# Estação Windsor
A Estação Windsor é uma antiga estação de trem localizada em Montreal, Quebec, Canadá. No passado serviu como estação central da cidade.
A estação foi construída como sede da Canadian Pacific Railway entre 1887 e 1889. O edifício neo-românico foi construído pelo arquiteto estadunidense Bruce Price a um custo de $300,000 dólares canadenses.
A Estação Windsor foi tombada como patrimônio cultural em 1990.